# Echinolittorina millegrana
Echinolittorina millegrana är en snäckart som först beskrevs av Philippi 1848.  Echinolittorina millegrana ingår i släktet Echinolittorina och familjen strandsnäckor. Inga underarter finns listade i Catalogue of Life.